# Hans Artmann
Hans Artmann, auch Hanns Artmann (* 14. November 1868 in Rodaun bei Wien; † 11. August 1902 in Thalkirchen bei München), war ein österreichischer Landschafts- und Genremaler der Düsseldorfer Schule.

## Leben
Artmann wurde als Sohn des Militärarchitekten Ferdinand Artmann geboren. Sein jüngerer Bruder war der spätere Bauingenieur und Wiener Hochschullehrer Emil Artmann. Eine künstlerische Ausbildung als Maler begann Artmann in den Jahren 1883 bis 1885 an der Akademie der bildenden Künste Wien. 1887 ging er nach Düsseldorf, wo er in den Jahren 1888 bis 1890 an der Königlich Preußischen Kunstakademie die Landschafterklasse von Eugen Dücker besuchte, ehe er ab Frühjahr 1890 seinen Militärdienst absolvierte. In Düsseldorf war er auch Mitglied des Künstlervereins Malkasten. Außerdem studierte er in Paris. 1896 wurde Artmann in das Künstlerhaus Wien aufgenommen.